# Fred Phelps
Fred Waldron Phelps (Meridian, Misisipi, 13 de noviembre de 1929 - Topeka, Kansas, 19 de marzo de 2014) fue un pastor bautista independiente fundamentalista. Fue el líder de la Iglesia Bautista de Westboro, un grupo religioso que tiene sede en la casa de Phelps en Topeka, Kansas. Phelps fue conocido por su homofobia y por predicar que Dios odia a los homosexuales y que les castigará al igual que a cualquier persona que esté insuficientemente en contra de los homosexuales (a los que dentro de su Iglesia se llama despectivamente "fag enabler", es decir, "permitidor de maricas").
Phelps fue el foco de atención en los Estados Unidos por interrumpir funerales de militares que murieron en Irak, organizar protestas contra el gobierno estadounidense, los soldados fallecidos, y sus familias. Afirmaba que tales muertes, igual que otros sucesos trágicos como los atentados del 11 de septiembre y el huracán Katrina son causados por Dios debido al odio de éste a los homosexuales y la tolerancia de los Estados Unidos con ellos. Además de interrumpir funerales, él y sus seguidores frecuentemente organizaban protestas en diferentes actos, especialmente desfiles de orgullo gay y reuniones prominentes políticas, e incluso inauguraciones de nuevas cafeterías Starbucks, razonando que es su deber sagrado compartir su punto de vista con otros. Ante las críticas, los seguidores de Phelps afirman que sus acciones están justificadas de acuerdo con la primera enmienda de la constitución estadounidense. El presidente Bush firmó el Respect for America's Fallen Heroes Act ("Acta de respeto por los héroes fallecidos de Estados Unidos") en respuesta a la irrupción en funerales militares por parte de Phelps y sus seguidores.
Phelps se describía a sí mismo como un predicador tenaz que creía que la homosexualidad y su aceptación han condenado a la mayoría del mundo al castigo eterno. Su grupo consiste en poco menos de 100 miembros, 90 de los cuales son parientes de Phelps por sangre o matrimonio, aunque su hija Shirley afirma que sólo el 80% son parientes.
El grupo se basa en una teología esencialmente antihomosexual y muchas de sus actividades provienen del mantra "Dios odia a los maricones", que es también el nombre de la página web del grupo. Activistas de derecho gay y cristianos de virtualmente todas las confesiones, le han denunciado como un productor de propaganda homófoba y palabras que incitan al odio y la violencia.
Phelps llamó la atención de la prensa en 1998 cuando él y otros miembros de la congregación de Westboro organizaron un piquete durante el funeral de Matthew Shepard, un homosexual víctima de asesinato, presentando un sermón lleno de obscenidades (enfocándose especialmente en descripciones gráficas de actos sexuales homosexuales) e informando a los allegados de Shepard de que éste había ido al infierno y que ellos también acabarían en el mismo lugar.
Phelps también fue denunciado por la Liga Antidifamación (Anti-Defamation League) por sus frecuentes comentarios antijudíos. Por lo que muchos estadounidenses identifican claramente a su Iglesia como homófoba, antisemita y racista, tal como concluye el Instituto Rick A. Ross.

## Antecedentes (1929-1989)

### Adolescencia

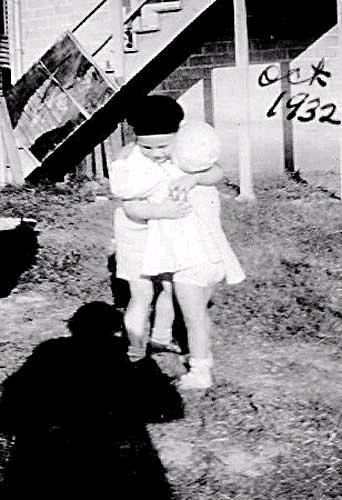
La foto más antigua de Fred Phelps; a la edad de dos años está con su hermana menor, Martha-Jean. La sombra en la foto es la de Fred Wade Phelps, el padre de Fred, quien sacó la foto.

Fred Phelps nació en Meridian, Misisipi en 1929, el primero de dos hijos; su hermana, Martha Jean, era un año menor. Su padre, Fred Wade Phelps, fue un detective privado empleado por la línea de ferrocarriles del área, su trabajo era prevenir que los pasajeros viajaran en los trenes ilegalmente. Fred recuerda que muchas veces su padre llegaba a casa "con sangre hasta los hombros". La madre de Fred, Catherine Phelps, se quedaba en casa cuidando a los hijos. Todos en la familia eran miembros devotos de la Iglesia Metodista Episcopal del Sur. Catherine murió de cáncer de la garganta a la edad de veintiocho, cuando Phelps tenía ocho años. Esta fue su primera experiencia significativa y una que parece haberle afectado enormemente. Uno de los únicos recuerdos que tiene Phelps sobre su madre es que, como era la única mujer en su calle que tenía un instrumento musical (un piano), solía colocarlo en el frente de la casa, abrir todas las ventanas y puertas, y tocarlo para satisfacer a los vecinos. Catherine fue una ciudadana sumamente destacada de Meridian,[cita requerida] el alcalde (quien también fue el portador del féretro), un miembro del ayuntamiento de la ciudad, dos jueces, y todos los miembros de la fuerza policial de Meridian asistieron a su funeral.
Poco después de la muerte de su madre, su tía abuela materna, Irene Jordan, se mudó con la familia y llegó a ser como una segunda madre para Phelps; ella murió en un accidente automovilístico en 1950, poco antes del vigésimo primer cumpleaños de Fred.
Tanto amigos como enemigos recuerdan al joven Phelps como un muchacho astuto y callado; los colegas que han sido entrevistados parecen estar unánimemente de acuerdo en que Phelps fue considerablemente popular en la escuela secundaria, a pesar de que no era muy sociable (cosa que el mismo Phelps acepta).[cita requerida] Sus amigos también recuerdan que Phelps tenía una clara tendencia de ser prepotente y arrogante. Como lo confiesa Phelps, nunca salió con chicas ni tuvo ningún interés en miembros del sexo opuesto. Fue un integrante de la banda escolar (tocó la corneta), del equipo de atletismo (se especializó en carreras de vallas), y trabajó como un reportero del periódico de su escuela. Además boxeó durante sus años de escuela secundaria. Ganó el campeonato Golden Gloves de su estado dos veces, ambas por knockout. En el anuario escolar de su año de graduación, sus compañeros de clase postularon que él sería un boxeador profesional.

### Conversión
Durante su adolescencia, los padres de Phelps le habían criado para ingresarse en el servicio militar; al graduarse (con un sexto lugar entre más de 200 estudiantes), fue admitido en la academia militar West Point, pero como se graduó temprano, a los dieciséis años, tendría que esperar un año antes de empezar las clases. Phelps se quedó en Meridian durante el periodo de espera. Se hizo amigo de otro muchacho, John Capron, con quien pasó la mayoría del tiempo. Fred le presentó a John a su hermana Marta-Jean, con quien finalmente se casaría John.
En la primavera o verano de 1946, Phelps y Capron asistieron a un oficio religioso en la Iglesia Metodista East End de Meridian. Según amigos de Phelps y Capron, éstos estuvieron más interesados en el sermón que cualquier otro presente; Joe Clay Hamilton, un colega de la escuela de Fred, recordaría años después: "Los dos aprendieron religión. Phelps y Capron se emocionaron mucho sobre la religión. No podían distinguir la realidad de idealismo".
El sermón al que Phelps atribuye su "despertar" a su teología actual es uno que se considera relativamente manso y sin ninguna agresión obvia: Cristo invitando a todo hombre a entrar en el servicio de Dios, comparando a Dios y la vida eterna con un hombre rico que organiza un gran banquete e invita a todos a cenar con él (pero la mayoría rechaza la invitación). Después del sermón, Phelps, según B.H. McAllister, el pastor bautista que finalmente  ordenaría a Phelps como ministro, se convirtió en un fanático religioso, lleno de enojo y odio apasionado, y desarrolló tendencias excéntricas. McAllister recordó en una entrevista con el Topeka Capital Journal en 1993, que hubo dificultades para la ordenación pastoral de Phelps:

Phelps consideraba que la iglesia era más que un lugar de culto, para él, la membresía en la congregación correspondía directamente con la membresía en el Cuerpo de Cristo. Aunque Phelps cedió esta idea para ser ordenado, durante cuarenta años, su familia y seguidores en Topeka han sido controlados por su amenaza que, si se salen de su congregación, deben tener su permiso. Además, deben unirse a una congregación que él apruebe. De otra manera, el pastor Phelps saca la temida misiva ordenando que la oveja perdida sea "entregada a Satanás para la destrucción de la piel"
Entrevista a B.H. McAllister en el Topeka Capital Journal

La hermana de Fred recordó el cambio de su hermano como uno bastante brusco:

Fred, bendito sea su corazón, simplemente se pasó. Si no lo aceptabas, te lo iba a imponer a la fuerza.
Entrevista a Martha Jean Capron en el Topeka Capital Journal.

### Separación de familiares
En enero de 1947, Phelps se retiró de West Point antes de ir a una sola clase, decisión que Martha-Jean recuerda que dejó a su padre completamente inconsolable. El mismo año, Fred Wade Phelps volvió a casarse, esta vez con una señora divorciada de treinta y nueve años llamada Olive Briggs (Fred tenía cincuenta y siete entonces). El hijo dejó de hablar con su padre, citando prohibiciones bíblicas sobre el matrimonio con divorciados. También rompió contacto con su hermana por apoyar la decisión de su padre al casarse con Briggs. La hermana de Olive contó en una entrevista con el Topeka Capital Journal en 1994:

Olive decía que él lloraba por eso todos los días de su vida. Que el nunca hubiera roto el contacto. Fue su hijo quien se quiso separar
Entrevista a Briggs en Topeka Capital Journal.

La hermana del propio Phelps recuerda: Papá nunca lo entendió realmente. También recuerda que todos los años, Phelps devolvía cartas de Navidad sin abrirlas siquiera; un año, Fred Wade envió unas fotos suyas con Olive a los hijos de Fred. Las fotos fueron devueltas a Fred Wade cortadas en pedazos.
Fred solo vería a su padre una vez más, a finales de los años 60 o a principios de los 70; los únicos hijos de Phelps que lo vieron fueron Mark y Fred Jr.; Mark, Nate, y Dorothy afirman que nunca supieron el nombre de su abuelo antes de leer un artículo que publicó el Topeka Capital Journal en 1994. Posteriormente, Mark detallaría el único recuerdo de su abuelo, de verle llorando en el andén de una estación de ferrocarril mientras que Fred Phelps le decía que nunca volviera, escribiera, ni llamara; al mismo tiempo, la hermana de Phelps llegó e intentó reconciliar a padre e hijo. Mark recuerda que un día cuando llegó a casa del colegio, vio a una mujer llorando y corriendo de la casa, se subió a un carro y se fue. Solo años después comprendería que esa mujer era su tía. Esta fue la última vez que Fred Phelps vio o se comunicó con su hermana, quien vivió hasta 1995. Ella y John Capron pasaron la mayor parte de los años 50, hasta los 70 en Europa Oriental, como parte de una misión bautista que tuvo como objetivo traficar cuantas biblias fuese posible de contrabando hacia países comunistas. Cuando John Capron falleció, a finales de los años 70, Fred Phelps fue invitado al funeral, pero no asistió.
Fred Wade murió en 1977, según sus amigos y familiares, era "un hombre en paz". Los conocidos de Fred Wade no supieron, sino hasta mucho tiempo después, que tenía un hijo, y sólo lo supieron a principios de los 90 cuando representantes del Topeka Capital Journal se pusieron en contacto con ellos para entrevistarles. De los bienes que dejó a Fred y a Martha Jean en su testamento, dispuso que Martha Jean recibiera siete octavos (87,5%) del total. Phelps si se presentó en el funeral de su padre, pero solo. Sus hijos recuerdan la mala reacción de su padre a la noticia de la muerte de Fred Wade
A pesar de la creencia de Martha Jean de que su hermano Fred había desarrollado un firme odio a su padre y una fuerte convicción de que él iría al Infierno, Fred Phelps recordó lo siguiente en 1994 llorando:

Él estuvo decepcionado cuando no quise ir a West Point, lo que es comprensible. Trabajó mucho para conseguirme ese puesto, así que estuvo decepcionado por eso. Pero mi papá fue un hombre fenomenal que yo amé enormemente y le extraño
Entrevista de Fred Phelps a Topeka Capital Journal.

Olive murió en 1985, suceso que le dio muchísimo gusto a Fred Phelps, según dice; no fue invitado al funeral, ni fue mencionado en el servicio del mismo; el obituario hace mención de que le sobrevivió "una hijastra". Además, Olive dejó todo su dinero y bienes a Martha Jean. Los bienes consistieron en 75 acres (304.000 metros cuadrados) de tierra, una casa, y una cantidad desconocida de dinero.

### Carrera temprana y matrimonio
Phelps se fue de Misisipi a la Universidad de Bob Jones. Allí, participó en una misión sin éxito que tuvo como objetivo convertir a mormones del pueblo de Vernal, Utah. En esta ocasión se mostró quizá el primer ejemplo de la nueva actitud de Fred: Cuando uno de los misioneros se ahogó durante una sesión de preguntas y respuestas, Phelps reaccionó acusando al que hizo la pregunta, causando mucho disturbio. En Vernal, Phelps fue ordenado como ministro bautista del área; regresó a Bob Jones, y después, de repente, se retiró. Años más tarde, citó que se oponía a las prácticas raciales del instituto (no se permitió que asistieran afroamericanos hasta los años 60); en 1994, un antiguo empleado de la universidad reveló al Topeka Capital Journal que en realidad los empleados de la escuela le tenían miedo a Phelps, y le presentaron las dos opciones de conseguir asistencia psiquiátrica o ser expulsado.
Phelps se mudó a Canadá, donde asistió al Prarie Bible Institute en Three Hills durante dos semestres antes de retirarse y mudarse a Pasadena, California, donde recibió su título de dos años en teología del John Muir Junior College en 1951. El mismo año, Phelps llamó la atención nacional por primera vez cuando fue mencionado en un artículo de la Revista Time por sus esfuerzos por prohibir los besos en los campus dentro de los límites de la ciudad de Pasadena. Phelps también quería prohibir todo lo profano en el campus, un tema que se haría fundamental en sus futuros sermones. La campaña terminó en violencia: La policía tuvo que escoltar a Phelps fuera del campus y ponerlo bajo custodia protectora, pues los estudiantes intentaban atacarle. Sin embargo regresó al campus, y la policía le dijo que no tenía permiso para protestar allí. Cuando Phelps se rehusó a retirarse, el oficial intentó sacarlo a la fuerza y Phelps le asaltó, por lo que fue arrestado por primera vez. No obstante, siguió con sus esfuerzos desde el césped de un simpatizante que vivía frente al John Muir College.
Poco después, Phelps se mudó a Tucson, Arizona, con una familia amiga. La familia recuerda a Phelps como "el huésped perfecto", durante su tiempo con ellos, ayudó a añadir una habitación a la casa y se encargó de mantener el jardín. La niñera de la familia, Margerie, es la única mujer con quien Phelps ha estado vinculado románticamente, se casaron en mayo de 1952. Su primer hijo, Fred Jr., nació el 4 de mayo de 1953.

### Llegada a Topeka
Aproximadamente un año después del nacimiento de Fred hijo, la familia Phelps se mudó a Topeka, Kansas, donde Fred había sido invitado por el pastor Leaford Cavin, para servir como copastor en la Iglesia Bautista Eastside, una congregación bautista tradicional y conservadora que sin embargo no compartía ninguna de las ideas o prácticas que luego caracterizarían a Phelps. Los Phelps llegaron el 17 de mayo de 1954, el mismo día en que la Corte Suprema de los Estados Unidos anunció su decisión sobre Brown v. Board of Education. Fred comentaría más tarde que interpretó esto como una señal de que debía hacerse abogado.
Fred no mantuvo su puesto en la Iglesia Bautista Eastside durante mucho tiempo; como recordarían algunos congregantes años después, fue un «reverendo del Infierno». El espíritu de odio que caracterizaría la actitud de Fred se mostró en sus sermones casi inmediatamente. Por ejemplo, como una forma de animar a las esposas y a los niños a que "se sometieran a la autoridad del padre en casa", Phelps sugirió que los padres los golpearan si fuera necesario; en otra oportunidad fue obligado a pagar la fianza de un hombre al que había aconsejado golpear a su esposa en la cara hasta que "se sometiera" Los miembros de Eastside recuerdan un sermón de Phelps en particular (que hace referencia a su carrera de boxeo en la escuela secundaria):

Un buen gancho izquierdo hace una bastante buena mujer. Hermanos, nos pueden encarcelar, ¡pero todavía haremos lo que la Biblia nos dice que hagamos! ¡O nuestras esposas nos van a obedecer, o las vamos a golpear!
Apuntes de un mensaje en la Iglesia Bautista Eastside, recogida en el libro Addicted to Hate

Los feligreses bautistas, años después, cuando fueron entrevistados por el Topeka Capital Journal, recordaron un incidente que ocurrió un domingo de mañana cuando el bebé de Phelps, Mark, empezó a retorcerse durante un sermón, Phelps respondió golpeando al niño repetidamente en la cara. Luego del culto, un grupo de hombres de la congregación enfrentó a Phelps por el abuso.
La partida de Phelps de Eastside ocurrió cuando una mujer confesó al pastor que había cometido adulterio. Al domingo siguiente, el sermón de Phelps se centró en la mujer, y la llamó varias veces una puta y pidió que la congregación hiciera un documento oficial para declararla condenada al infierno, una especie de excomunión de la Iglesia (una doctrina que Phelps volvería a enseñar y emplear con frecuencia más tarde). En lugar de aceptar la solicitud de Phelps, la congregación votó por el despido del pastor Phelps de la Iglesia.
Posteriormente, Phelps afirmaría que se fue voluntariamente de la Iglesia Bautista Eastside porque el pastor Cavin (sénior de esa iglesia) no era un bautista suficientemente estricto. Sin embargo, al menos un miembro de Eastside lo recuerda de otra forma:

¿Diferencias teológicas? El hermano Cavin fue un bautista muy estricto. No sé si hubo jamás un hombre más estricto que Leaford Cavin. En realidad, fue la cólera en Fred, no la doctrina, que le hizo comportarse como se comportó
Entrevista a un miembro de la iglesia por el Topeka Capital Journal.

Sin embargo no pocos feligreses de la Iglesia Bautista Eatside eligieron separarse de su congregación y seguir a Phelps. Hasta que, como resultado de un incidente en el que Phelps mató con una escopeta a un perro pastor alemán que atravesaba su propiedad (que no tenía cerca alguna), la mayoría de los seguidores originales de Phelps regresaron a Eastside.
Los que se quedaron con Phelps serían: George Stutzman, la familia Davis, y la familia Hockenbarger, el patriarca de esta última familia era Charles William (llamado Bill por otros congregantes), presuntamente miembro de la secta Identidad Cristiana y del Ku Klux Klan y también un antiguo amigo de Phelps. Estos se convertirían en los miembros fundadores de la Iglesia Bautista Westboro (Westboro Baptist Church) en 1955.
En el mes de marzo de 2014 se conoció por una publicación que hizo su hijo Nathan en su perfil de Facebook que Fred Phelps había sido excomulgado de la Iglesia Bautista de Westboro en agosto de 2013 y que en ese momento se encontraba muy mal de salud.

## Muerte
Phelps desde hacía mucho tiempo había sido repudiado por miembros de su familia, incluyendo a cuatro de sus hijos, que habían dejado Westboro Baptist Church. Uno de ellos, Nathan, informó que Phelps estaba muy enfermo y que estaba bajo cuidado médico constante. Nathan dijo que Phelps había sido excomulgado por la iglesia en agosto de 2013. El sitio web oficial de la iglesia, en respuesta a indagaciones, dijo que el estado de membresía es un asunto privado y no confirmó ni negó la excomunión. 
Phelps murió por causas naturales el 19 de marzo, justo antes de la medianoche. La hija de Phelps, Shirley, declaró que no habría un servicio funeral porque la iglesia de Westboro «no santifica a los muertos». La organización Recovering from Religion (“Recuperándose de la Religión”) publicó una declaración de parte de Nathan (quien es miembro del consejo de directores de la misma) sobre la muerte de su padre.

### Lecturas complementarias
- La familia más odiada de América, referencia en Periodista Digital
- Hate for the love of God, sección biográfica en el Topeka Capital Journal, publicado en 1994 (en inglés)
- Rotten.com's Fred Phelps timeline and quotes page, cronología y frases célebres (en inglés)
- Fred Phelps Confronted, artículo de Jeff Golimowski, reportero investigador de KAKE-TV, 4 de febrero de 2006 (en inglés)
- Fake Crusade Archivado el 22 de mayo de 2006 en Wayback Machine., columna de Keith R. Wood, quien sugiere que la intención tras las campañas de Phelp es en realidad manchar a los cristianos (en inglés)
- Southern Poverty Law Center, 'Informe de inteligencia' sobre monitoreo a grupos de odio en los Estados Unidos de América (en inglés)
- A City Held Hostage, artículo del Southern Poverty Law Center sobre las actividades de Phelp en Topeka (en inglés)

### Sitios afiliados a la Iglesia Bautista Westboro
- godhatesfags.com, Dios odia a los maricas (en inglés)
- priestsrapeboys.com, Curas violan niños (en inglés)
- godhatesamerica.com, Dios odia América (en inglés)
- godhatescanada.com, Dios odia Canadá (en inglés)
- godhatessweden.com, Dios odia Suecia (en inglés)
- thesignsofthetimes.net, Señales de los tiempos (en inglés)
- smellthebrimstone.com, Huele el azufre (en inglés)

### Partidarios de Phelps
- Bart McQueary es un antiguo promotor de Lucha libre profesional que se convirtió en partidario de Westboro, acompaña los piquetes de Phelps cuando se acercan a Kentucky, pues vive en ese estado.
- Peter J. Peters es el vocero informal del movimiento Christian Identity, y fundador del sitio en la red Scriptures for America, una iglesia en la red similar a Westboro. Vende cintas de audio con los sermones de Phelps como parte de su catálogo bíblico

### Sitios críticos a Phelps
- Violating Funerals of Fallen Soldiers Ensayo crítico de Mike Westfall (en inglés)
- godlovesfags.com Dios ama a los maricas (en inglés)
- www.godhatesfredphelps.com Archivado el 11 de febrero de 2021 en Wayback Machine. Dios odia a Fred Phelps, referido a diversos crímenes de odio cometidos recientemente
- Wisconsin Christians United Organización evangélica dirigida por el predicador callejero radical Ralph Ovadal quien, aunque emplea tácticas de protesta urbana similares a las de Phelps, es muy crítico a su posturas. También sostienen una demanda contra la familia Phelps por atacar físicamente a uno de sus seguidores
- Goodasyou.org Humorísticos activistas homosexuales tienen una sección entera de su sitio dedicada a la Westboro Baptist Church. El nombre del sitio se deriva del acrónimo GAY, Good As You.
- godhatesphred.com Antiguo tablón de anuncios (hoy fuera de línea) con base en Kansas para el monitoreo de las actividades de Phelps.

- Datos: Q367770
- Multimedia: Fred Phelps / Q367770